# Isabella (album)
Isabella – trzydziesty siódmy album grupy muzycznej z Niemiec Die Flippers, wydany w roku 2002.

## Lista utworów
1. Isabella – 3:11
2. Drei Töne am Piano – 3:10
3. Es war Liebe auf den ersten Blick – 2:59
4. Liebe mich ein letztes mal – 3:24
5. Schönes Mädchen vom Gardasee – 3:22
6. Geborgenheit für immer – 3:26
7. Ach wie gut dass niemand weiß – 3:12
8. Sie war keine nur für eine Nacht – 3:06
9. Schmetterling im Sommerwind – 3:18
10. Ein Paradies für zwei – 3:20
11. So ein Mädchen wie Angelina – 3:11
12. Napoli – 03:22
13. Spanische Augen – 3:01
14. Quando quando – 3:44